# Logaritmo de una matriz
En matemática, en particular en análisis, el logaritmo de una matriz es otra matriz tal que su matriz exponencial asociada sea igual a la matriz inicial. Esto corresponde por lo tanto a una generalización de la función escalar del logaritmo y en cierto sentido es la función inversa de la exponenciación de matrices. No todas las matrices poseen un logaritmo e incluso pueden llegar a tener más de un logaritmo asociado, de modo que definir la función logaritmo para matrices debe realizarse con cuidado.
El estudio del logaritmo de matrices conlleva a la Teoría de Lie puesto que cuando una matriz posee un logaritmo entonces ésta es un elemento del Grupo de Lie y su logaritmo es el elemento correspondiente del espacio vectorial del Álgebra de Lie.

## Definición
Una matriz {\displaystyle B} es un logaritmo de la matriz {\displaystyle A} si la exponencial de {\displaystyle B} es {\displaystyle A}, esto es: 

### Observaciones
- El logaritmo de una matriz puede ser una matriz compleja aún si todos sus elementos son números reales, si alguno de ellos es negativo.
- En cualquier caso, el logaritmo de una matriz {\displaystyle B} no es único, es decir existe más de una matriz compleja {\displaystyle A} tal que {\displaystyle \exp(A)=B}.

## Existencia del logaritmo
En el caso de los complejos, la matriz {\displaystyle A} posee un logaritmo si y solo si es  invertible. Este logaritmo no es único, pero si {\displaystyle A} no tiene valores propios reales negativos, ella tiene un único logaritmo cuyos valores propios se encuentran todos en la banda del plano complejo definido por {\displaystyle \{z\in \mathbb {C} ;\,\,-\pi <{\text{Im}}(z)<\pi \}}; a este logaritmo le llamamos "logatirmo principal".
Si nos limitamos ahora a las matrices de coeficientes reales, tenemos un criterio más complicado: una matriz real admite un logaritmo real si y solo si ella es invertible y si cada bloque de Jordan corresponde a un valor propio real negativo aparece un número par de veces (En caso contrario, la matriz solamente tendrá logaritmos complejos).

## Propiedades
Si {\displaystyle A} y {\displaystyle B} son dos matrices definidas positivas tales que {\displaystyle AB=BA}, entonces, para dos logaritmos cualesquiera {\displaystyle A} y {\displaystyle B}, notados como {\displaystyle \ln(A)} y {\displaystyle \ln(B)}, tenemos {\displaystyle AB={\rm {e}}^{\ln(A)+\ln(B)}}.
Para toda matriz invertible {\displaystyle A} y  elección de logaritmo {\displaystyle \ln(A)}, se tiene que {\displaystyle A^{-1}={\rm {e}}^{-\ln(A)}}.

## Cálculo de logaritmos

### Matrices diagonalizables
Si D es una matriz matriz diagonal (invertible), su logaritmo se obtiene tomando la matriz diagonal cuyos elementos diagonales son los logaritmos de aquellos de  D (si todos los coeficientes de D  son reales positivos, existe un único logaritmo (con coeficientes reales)). 
Más generalmente, si  {\displaystyle A} es una matriz diagonalizable (invertible), podemos por definición escribir {\displaystyle A=PDP^{-1}}, donde {\displaystyle D} es una matriz diagonal y  donde {\displaystyle P}  es la matriz de cambio de base correspondiente a una base de vectores de vectores propios de {\displaystyle A}; llamando entonces a {\displaystyle L} como un logaritmo de {\displaystyle D}, verificamos fácilmente (ver «matriz exponencial») que {\displaystyle \exp(PLP^{-1})=P\exp(L)P^{-1}=A}, y entonces tenemos que {\displaystyle PLP^{-1}} es un logaritmo de {\displaystyle A}.

### Matrices no diagonalizables
El resultado expuesto anteriormente no se puede aplicar a matrices no diagonalizables tales como {\displaystyle {\begin{pmatrix}1&1\\0&1\end{pmatrix}}}. Poniendo una matriz como ésta bajo la forma normal de Jordan, podemos entonces calcular el logaritmo de los bloques de Jordan. Recordando que estos bloques tienen la forma:
{\displaystyle B={\begin{pmatrix}\lambda &1&0&0&\cdots &0\\0&\lambda &1&0&\cdots &0\\0&0&\lambda &1&\cdots &0\\\vdots &\vdots &\vdots &\ddots &\ddots &\vdots \\0&0&0&0&\lambda &1\\0&0&0&0&0&\lambda \\\end{pmatrix}}=\lambda {\begin{pmatrix}1&\lambda ^{-1}&0&0&\cdots &0\\0&1&\lambda ^{-1}&0&\cdots &0\\0&0&1&\lambda ^{-1}&\cdots &0\\\vdots &\vdots &\vdots &\ddots &\ddots &\vdots \\0&0&0&0&1&\lambda ^{-1}\\0&0&0&0&0&1\\\end{pmatrix}}=\lambda (I+K)},
donde {\displaystyle K} es una matriz nilpotente (triangular superior y de diagonal nula), el escalar {\displaystyle \lambda } no nulo si hemos supuesto a la matriz invertible.
Utilizando el desarrollo en serie {\displaystyle \ln(1+x)=x-{\frac {x^{2}}{2}}+{\frac {x^{3}}{3}}-{\frac {x^{4}}{4}}+\cdots }, sabemos que en el sentido de las series formales de potencias se tiene que {\displaystyle \exp(\ln(1+x))=1+x}, y de este modo (dado que las matrices de las potencias conmutan entre ellas) se tiene también que {\displaystyle \exp(\ln(I+K))=I+K}  en caso de que la serie sea convergente para una matriz {\displaystyle K} dada. Haciendo el cálculo entonces
{\displaystyle L=\ln B=\ln {\big (}\lambda (I+K){\big )}=\ln(\lambda I)+\ln(I+K)=(\ln \lambda )I+K-{\frac {K^{2}}{2}}+{\frac {K^{3}}{3}}-{\frac {K^{4}}{4}}+\cdots ,}
la serie es evidentemente convergente, dado que siendo {\displaystyle K} nilpotente, ella no tiene que un número finito de términos (existe {\displaystyle n\in \mathbb {N} } tal que {\displaystyle K^{m}=0} para todo {\displaystyle m\geq n}); se concluye entonces que {\displaystyle L} es efectivamente un logaritmo de {\displaystyle B} (siempre y cuando se asuma invertible para que {\displaystyle \lambda }).
De este modo tenemos por ejemplo que:
{\displaystyle \ln {\begin{pmatrix}1&1\\0&1\end{pmatrix}}={\begin{pmatrix}0&1\\0&0\end{pmatrix}}.}